# Handebol nos Jogos Pan-Americanos de 2023 - Masculino
O torneio masculino de handebol nos Jogos Pan-Americanos de 2023 foi disputado entre 30 de outubro e 4 de novembro de 2023 no Ginásio Poliesportivo de Viña del Mar.
Oito equipes participaram do evento, com o vencedor se classificando para os Jogos Olímpicos de 2024 em Paris, França.

## Qualificação
Um total de oito equipes se classificaram para competir neste evento, sendo quatro da América do Sul e quatro das Américas Central e do Norte. Como nação anfitriã, o Chile qualificou-se automaticamente.
| Evento                                      | Datas                                  | Local            | Vagas | Classificados               |
| ------------------------------------------- | -------------------------------------- | ---------------- | ----- | --------------------------- |
| País-sede                                   | —                                      | —                | 1     | Chile                       |
| Jogos Pan-Americanos Júnior de 2021         | 29 de novembro – 4 de dezembro de 2021 | Cali             | 1     | Brasil                      |
| Jogos Sul-Americanos de 2022                | 11–15 de outubro de 2022               | Assunção         | 2     | Argentina · Uruguai         |
| Eliminatória USA-CAN                        | 9 e 11 de março de 2023                | Colorado Springs | 1     | Estados Unidos              |
| Jogos Centro-Americanos e do Caribe de 2023 | 2–7 de julho de 2023                   | San Salvador     | 2     | Cuba · República Dominicana |
| Repescagem                                  | 3–5 de agosto de 2023                  | Luque            | 1     | México                      |
| Total                                       |                                        |                  | 8     |                             |

## Medalhistas
|  | ARG Argentina |  | BRA Brasil |  | CHI Chile |
|  | Mariano Cánepa Leonel Maciel Juan Bar Santiago Baronetto Nicolás Bonanno Federico Fernández Nicolás Bono Pedro Martínez Gaston Mouriño Federico Pizarro Ignacio Pizarro Diego Simonet Pablo Simonet Pablo Vainstein James Parker |  | João Pedro Silva Leonardo Abrahão José Toledo Rogério Moraes Ferreira Thiagus dos Santos Rangel da Rosa Matheus da Silva Leonardo Dutra Haniel Langaro Leonardo Terçariol Rudolph Hackbarth Hugo Monte Gustavo Rodrigues Jean Pierre Dupoux |  | Sebastián Ceballos Erwin Feuchtmann Emil Feuchtmann Esteban Salinas Felipe García Benjamín Illesca Vicente González Rodrigo Salinas Muñoz Matías Paya Daniel Ayala Danilo Salgado Cristián Moll Ramírez Aaron Codina Francisco Ahumada Víctor Donoso |

## Fase de grupos
A distribuição das equipes pelos grupos foi definida em 1 de setembro de 2023 no Estádio Sausalito, em Viña de Mar.

### Grupo A
| Pos | Equipe               | Pts | J | V | E | D | GP  | GC  | SG  | Classificado              |
| --- | -------------------- | --- | - | - | - | - | --- | --- | --- | ------------------------- |
| 1   | Brasil               | 6   | 3 | 3 | 0 | 0 | 117 | 67  | +50 | Semifinais                |
| 2   | Chile                | 4   | 3 | 2 | 0 | 1 | 90  | 72  | +18 | Semifinais                |
| 3   | México               | 2   | 3 | 1 | 0 | 2 | 66  | 102 | −36 | Classificação 5º–8º lugar |
| 4   | República Dominicana | 0   | 3 | 0 | 0 | 3 | 60  | 92  | −32 | Classificação 5º–8º lugar |

| 30 de outubro 17:30 (UTC−3) | Brasil    | 51 – 19   | México      | Ginásio Poliesportivo, Viña del Mar |
| 30 de outubro 17:30 (UTC−3) | Dupoux 13 | (25–9)    | Rodríguez 6 | Ginásio Poliesportivo, Viña del Mar |
| 30 de outubro 17:30 (UTC−3) | 2× 1×     | Relatório | 3×          | Ginásio Poliesportivo, Viña del Mar |

| 30 de outubro 20:00 (UTC−3) | Chile     | 30 – 21   | República Dominicana | Ginásio Poliesportivo, Viña del Mar |
| 30 de outubro 20:00 (UTC−3) | Salgado 7 | (12–10)   | Beras 6              | Ginásio Poliesportivo, Viña del Mar |
| 30 de outubro 20:00 (UTC−3) | 6×        | Relatório | 3× 1×                | Ginásio Poliesportivo, Viña del Mar |

| 31 de outubro 17:30 (UTC−3) | República Dominicana | 20 – 36   | Brasil      | Ginásio Poliesportivo, Viña del Mar |
| 31 de outubro 17:30 (UTC−3) | Beras 6              | (11–18)   | Hackbarth 7 | Ginásio Poliesportivo, Viña del Mar |
| 31 de outubro 17:30 (UTC−3) | 1×                   | Relatório |             | Ginásio Poliesportivo, Viña del Mar |

| 31 de outubro 20:00 (UTC−3) | México               | 21 – 32   | Chile     | Ginásio Poliesportivo, Viña del Mar |
| 31 de outubro 20:00 (UTC−3) | Rodríguez, Sánchez 4 | (21–32)   | Salinas 7 | Ginásio Poliesportivo, Viña del Mar |
| 31 de outubro 20:00 (UTC−3) | 1×                   | Relatório | 3× 1×     | Ginásio Poliesportivo, Viña del Mar |

| 1 de novembro 17:30 (UTC−3) | República Dominicana | 19 – 26   | México    | Ginásio Poliesportivo, Viña del Mar |
| 1 de novembro 17:30 (UTC−3) | Soto 5               | (7–13)    | Morales 6 | Ginásio Poliesportivo, Viña del Mar |
| 1 de novembro 17:30 (UTC−3) | 6× 1×                | Relatório | 2×        | Ginásio Poliesportivo, Viña del Mar |

| 1 de novembro 20:00 (UTC−3) | Chile             | 28 – 30   | Brasil            | Ginásio Poliesportivo, Viña del Mar |
| 1 de novembro 20:00 (UTC−3) | Er. Feuchtmann 10 | (12–15)   | Dupoux, Langaro 6 | Ginásio Poliesportivo, Viña del Mar |
| 1 de novembro 20:00 (UTC−3) | 6×                | Relatório | 5× 3×             | Ginásio Poliesportivo, Viña del Mar |

### Grupo B
| Pos | Equipe         | Pts | J | V | E | D | GP  | GC | SG  | Classificado              |
| --- | -------------- | --- | - | - | - | - | --- | -- | --- | ------------------------- |
| 1   | Argentina      | 6   | 3 | 3 | 0 | 0 | 113 | 50 | +63 | Semifinais                |
| 2   | Estados Unidos | 4   | 3 | 2 | 0 | 1 | 78  | 86 | −8  | Semifinais                |
| 3   | Uruguai        | 2   | 3 | 1 | 0 | 2 | 71  | 95 | −24 | Classificação 5º–8º lugar |
| 4   | Cuba           | 0   | 3 | 0 | 0 | 3 | 72  | 83 | −11 | Classificação 5º–8º lugar |

| 30 de outubro 10:00 (UTC−3) | Cuba      | 24 – 25   | Uruguai | Ginásio Poliesportivo, Viña del Mar |
| 30 de outubro 10:00 (UTC−3) | Cordiés 8 | (13–13)   | Rubbo 9 | Ginásio Poliesportivo, Viña del Mar |
| 30 de outubro 10:00 (UTC−3) | 2× 1×     | Relatório |         | Ginásio Poliesportivo, Viña del Mar |

| 30 de outubro 12:30 (UTC−3) | Argentina    | 28 – 14   | Estados Unidos    | Ginásio Poliesportivo, Viña del Mar |
| 30 de outubro 12:30 (UTC−3) | F. Pizarro 5 | (11–10)   | Corning, Fofana 4 | Ginásio Poliesportivo, Viña del Mar |
| 30 de outubro 12:30 (UTC−3) | 4× 1×        | Relatório | 4× 1×             | Ginásio Poliesportivo, Viña del Mar |

| 31 de outubro 10:00 (UTC−3) | Estados Unidos | 30 – 28 | Cuba      | Ginásio Poliesportivo, Viña del Mar |
| 31 de outubro 10:00 (UTC−3) | Hoddersen 13   | (17–14) | Cordiés 8 | Ginásio Poliesportivo, Viña del Mar |
| 31 de outubro 10:00 (UTC−3) | Relatório      |         |           | Ginásio Poliesportivo, Viña del Mar |

| 31 de outubro 12:30 (UTC−3) | Uruguai  | 16–57     | Argentina    | Ginásio Poliesportivo, Viña del Mar |
| 31 de outubro 12:30 (UTC−3) | Cancio 5 | (7–19)    | F. Pizarro 9 | Ginásio Poliesportivo, Viña del Mar |
| 31 de outubro 12:30 (UTC−3) |          | Relatório | 3× 1×        | Ginásio Poliesportivo, Viña del Mar |

| 1 de novembro 10:00 (UTC−3) | Estados Unidos | 34 – 30   | Uruguai  | Ginásio Poliesportivo, Viña del Mar |
| 1 de novembro 10:00 (UTC−3) | Fofana 6       | (19–15)   | Cancio 9 | Ginásio Poliesportivo, Viña del Mar |
| 1 de novembro 10:00 (UTC−3) | 3×             | Relatório | 1×       | Ginásio Poliesportivo, Viña del Mar |

| 1 de novembro 12:30 (UTC−3) | Argentina    | 28 – 20   | Cuba      | Ginásio Poliesportivo, Viña del Mar |
| 1 de novembro 12:30 (UTC−3) | F. Pizarro 7 | (14–9)    | Vázquez 4 | Ginásio Poliesportivo, Viña del Mar |
| 1 de novembro 12:30 (UTC−3) | 2× 1×        | Relatório | 2× 1×     | Ginásio Poliesportivo, Viña del Mar |

## Classificação 5º–8º lugar
|  | Classificação 5º–8º lugar | Classificação 5º–8º lugar |                        |    | Disputa pelo 5.° lugar | Disputa pelo 5.° lugar |
|  |                           |                           |                        |    |                        |                        |
|  | 3 de novembro – 10:00     |                           |                        |    |                        |                        |
|  |                           |                           |                        |    |                        |                        |
|  | Uruguai                   | 33                        |                        |    |                        |                        |
|  | Uruguai                   | 33                        | 4 de novembro – 12:30  |    |                        |                        |
|  | República Dominicana      | 29                        |                        |    |                        |                        |
|  | República Dominicana      | 29                        | Uruguai                | 30 |                        |                        |
|  | 3 de novembro – 12:30     |                           | Uruguai                | 30 |                        |                        |
|  |                           | Cuba                      | 28                     |    |                        |                        |
|  | México                    | Cuba                      | 28                     | 22 |                        |                        |
|  | México                    |                           |                        | 22 |                        |                        |
|  | Cuba                      | 25                        |                        |    |                        |                        |
|  | Cuba                      | 25                        | Disputa pelo 7.° lugar |    |                        |                        |
|  |                           |                           |                        |    |                        |                        |
|  | 4 de novembro – 10:00     |                           |                        |    |                        |                        |
|  |                           |                           |                        |    |                        |                        |
|  | República Dominicana      | 28(4)                     |                        |    |                        |                        |
|  | República Dominicana      | 28(4)                     |                        |    |                        |                        |
|  | México                    | 28(5)                     |                        |    |                        |                        |

| 3 de novembro 10:00 (UTC−3) | Uruguai  | 33 – 29   | República Dominicana | Ginásio Poliesportivo, Viña del Mar |
| 3 de novembro 10:00 (UTC−3) | Cancio 8 | (20–15)   | Beras 9              | Ginásio Poliesportivo, Viña del Mar |
| 3 de novembro 10:00 (UTC−3) | 1×       | Relatório | 6×                   | Ginásio Poliesportivo, Viña del Mar |

| 3 de novembro 12:30 (UTC−3) | México    | 22 – 25   | Cuba      | Ginásio Poliesportivo, Viña del Mar |
| 3 de novembro 12:30 (UTC−3) | Morales 7 | (11–12)   | García 10 | Ginásio Poliesportivo, Viña del Mar |
| 3 de novembro 12:30 (UTC−3) | 1×        | Relatório | 4× 1×     | Ginásio Poliesportivo, Viña del Mar |

#### Disputa pelo sétimo lugar
| 4 de novembro 10:00 (UTC−3) | República Dominicana | 28(4)–28(5) | México    | Ginásio Poliesportivo, Viña del Mar |
| 4 de novembro 10:00 (UTC−3) | Beras, Rosario 6     | (11–15)     | Morales 9 | Ginásio Poliesportivo, Viña del Mar |
| 4 de novembro 10:00 (UTC−3) | 4×                   | Relatório   | 3× 1×     | Ginásio Poliesportivo, Viña del Mar |

#### Disputa pelo quinto lugar
| 4 de novembro 12:30 (UTC−3) | Uruguai  | 30 – 28   | Cuba      | Ginásio Poliesportivo, Viña del Mar |
| 4 de novembro 12:30 (UTC−3) | Cancio 6 | (13–14)   | Almeida 8 | Ginásio Poliesportivo, Viña del Mar |
| 4 de novembro 12:30 (UTC−3) | 5× 2×    | Relatório | 4× 1×     | Ginásio Poliesportivo, Viña del Mar |

## Fase final
|  | Semifinais            | Semifinais |                       |    | Final | Final |
|  |                       |            |                       |    |       |       |
|  | 3 de novembro – 17:30 |            |                       |    |       |       |
|  |                       |            |                       |    |       |       |
|  | Brasil                | 40         |                       |    |       |       |
|  | Brasil                | 40         | 4 de novembro – 19:30 |    |       |       |
|  | Estados Unidos        | 27         |                       |    |       |       |
|  | Estados Unidos        | 27         | Brasil                | 25 |       |       |
|  | 3 de novembro – 20:00 |            | Brasil                | 25 |       |       |
|  |                       | Argentina  | 32                    |    |       |       |
|  | Argentina             | Argentina  | 32                    | 33 |       |       |
|  | Argentina             |            |                       | 33 |       |       |
|  | Chile                 | 26         |                       |    |       |       |
|  | Chile                 | 26         | Medalha pelo bronze   |    |       |       |
|  |                       |            |                       |    |       |       |
|  | 4 de novembro – 17:30 |            |                       |    |       |       |
|  |                       |            |                       |    |       |       |
|  | Estados Unidos        | 27         |                       |    |       |       |
|  | Estados Unidos        | 27         |                       |    |       |       |
|  | Chile                 | 28         |                       |    |       |       |

### Semifinais
| 3 de novembro 17:30 (UTC−3) | Brasil   | 40 – 27   | Estados Unidos | Ginásio Poliesportivo, Viña del Mar |
| 3 de novembro 17:30 (UTC−3) | Dupoux 8 | (23–13)   | Hoddersen 7    | Ginásio Poliesportivo, Viña del Mar |
| 3 de novembro 17:30 (UTC−3) | 3×       | Relatório | 1×             | Ginásio Poliesportivo, Viña del Mar |

| 3 de novembro 20:00 (UTC−3) | Argentina    | 33 – 26   | Chile            | Ginásio Poliesportivo, Viña del Mar |
| 3 de novembro 20:00 (UTC−3) | F. Pizarro 8 | (17–13)   | Er. Feuchtmann 9 | Ginásio Poliesportivo, Viña del Mar |
| 3 de novembro 20:00 (UTC−3) | 5× 2×        | Relatório | 2× 1×            | Ginásio Poliesportivo, Viña del Mar |

### Disputa pelo bronze
| 4 de novembro 17:30 (UTC−3) | Estados Unidos | 27 – 28   | Chile            | Ginásio Poliesportivo, Viña del Mar |
| 4 de novembro 17:30 (UTC−3) | Corning 7      | (13–15)   | Ayala, Salinas 5 | Ginásio Poliesportivo, Viña del Mar |
| 4 de novembro 17:30 (UTC−3) | 1×             | Relatório | 1×               | Ginásio Poliesportivo, Viña del Mar |

### Disputa pelo ouro
| 4 de novembro 19:30 (UTC−3) | Brasil   | 25 – 32   | Argentina | Ginásio Poliesportivo, Viña del Mar |
| 4 de novembro 19:30 (UTC−3) | Dupoux 6 | (14–16)   | Bono 6    | Ginásio Poliesportivo, Viña del Mar |
| 4 de novembro 19:30 (UTC−3) | 3× 1×    | Relatório | 4× 1×     | Ginásio Poliesportivo, Viña del Mar |

## Classificação final
| Pos.              | Equipe               | Campanha | Campanha | Campanha | Campanha | Campanha | Campanha |
| Pos.              | Equipe               | V        | E        | D        | GP       | GC       | SG       |
| ----------------- | -------------------- | -------- | -------- | -------- | -------- | -------- | -------- |
| Medalha de ouro   | Argentina            | 5        | 0        | 0        | 178      | 109      | +39      |
| Medalha de prata  | Brasil               | 4        | 0        | 1        | 185      | 126      | +59      |
| Medalha de bronze | Chile                | 3        | 0        | 2        | 144      | 132      | +12      |
| 4                 | Estados Unidos       | 2        | 0        | 3        | 132      | 154      | –22      |
| 5                 | Uruguai              | 3        | 0        | 2        | 134      | 152      | –18      |
| 6                 | Cuba                 | 2        | 0        | 3        | 125      | 130      | –5       |
| 7                 | México               | 1        | 1        | 3        | 116      | 155      | –39      |
| 8                 | República Dominicana | 0        | 1        | 4        | 117      | 153      | –36      |